# Маймескулов Леонід Миколайович
Леонід Миколайович Маймескулов (20 травня 1929, Красіно, Устюженський район, Ленінградська область — 27 червня 2012, Харків) — радянський та український вчений-правознавець, кандидат юридичних наук (1964), професор (1990), фахівець з історії держави і права.

## Біографія
Леонід Маймескулов народився 20 травня 1929 року у селі Красіно Устюженского району (на той момент — Ленінградська область). У 1957 році закінчив Харківський юридичний інститут, після чого працював у органах прокуратури Української РСР.
У 1960 році почав працювати у Харківському юридичному інституті на кафедрі історії держави і права. Спершу працював аспірантом, а 1970 року отримав вчене звання доцента. У 1990 році став професором кафедри історії держави і права Харківського юридичного інституту.
Помер 27 червня 2012 року.

## Наукова діяльність
Леонід Маймескулов спеціалізувався на дослідженні проблем історії контрольних і правоохоронних органів, історії держави і права України та зарубіжних країн. У 1964 році отримав ступінь кандидата юридичних наук. У 1990 році отримав звання професора.
Серед робіт Маймескулова були наступні праці: «Всеукраїнська Чека у роки громадянської війни» (1964), «Всеукраїнська надзвичайна комісія для боротьби з контрреволюцією (1918—1922)», (1970 і 1990), «Історія держави і права країн Азії та Африки» (1981, написана у співавторстві з Миколою Страховим) і «Парламентаризм і реальна демократія» (1997).